# تراووتن
تراووتن (به آلمانی: Trahütten) یک منطقهٔ مسکونی در اتریش است که در دویچلندسبرگ واقع شده‌است. تراووتن ۲۸٫۲۳ کیلومتر مربع مساحت دارد ۹۹۴ متر بالاتر از سطح دریا واقع شده‌است.